# António Damásio

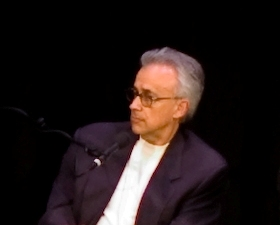
António Damásio

António Rosa Damásio, född 25 februari 1944 i Lissabon, är en portugisisk forskare inom neurologi. Mellan 1976 och 2005 var han verksam vid institutionen för neurologi vid Iowas medicinska universitet. Numera är han verksam i Kalifornien som föreståndare för USC:s Brain & Creativity Institute (BCI). För allmänheten är han känd som författare av populärvetenskapliga böcker där han utvecklar sina tankar om hjärnans funktion och medvetandets koppling till känslor.